# Antonio Bibalo
Antonio Bibalo (* 18. Januar 1922 in Triest; † 19. Juni 2008 in Larvik) war ein Komponist und Pianist italienischer Abstammung, der in Norwegen lebte.
Bibalo wurde während des Zweiten Weltkrieges von der italienischen Armee zum Kriegsdienst eingezogen und landete im Militärgefängnis, als er versuchte zu desertieren. Bei der Schlacht von Monte Cassino wurde er von der amerikanischen Armee gefangen genommen und kam in die Vereinigten Staaten als Kriegsgefangener. Nach 1946 schloss er sein Studium in Triest mit einem Diplom ab und arbeitete danach, in der Hoffnung auf eine bessere Anstellung, als Barpianist in Marseille, auch diente er in der Folge eine Zeit in der französischen Fremdenlegion in Oman. Anschließend studierte er weiter in London, bevor er 1956 nach Norwegen zog, wo er 1968 die norwegische Staatsbürgerschaft erlangte.
Bibalo komponierte Opern, Ballette, Vokalmusik, Sinfonien und Kammermusik. Er wurde mit dem Sankt-Olav-Orden ausgezeichnet und wurde 1992 mit dem Lindeman Preis geehrt.

## Werke (Auswahl)
Kammermusik
- 1968: Autunnale
- 1982: The Savage

Opern
- 1958/1962: The smile at the foot of the ladder
- 1976: Frøken Julie (Fräulein Julie) nach August Strindberg
- 1981: Gengangere (Gespenster) nach Henrik Ibsen
- 1989: Macbeth, nach William Shakespeare, Uraufführung 1990